# Chagang
Chagang är en provins i Nordkorea. Provinsen gränsar till Jilin-provinsen i Kina i norr, Södra Hamgyong i öster, Södra P'yongan i söder och Norra P'yongan i väster. Provinshuvudstaden är Kanggye. Provinsen Chagang bildades år 1949 när den separerade från Norra P'yŏngan.
Provinsen är uppdelad i tre städer (si) och femton landskommuner (kun).

## Geografi
Changbaibergen täcker 98 procent av provinsen. Den genomsnittliga höjden över havet är 750 meter med flera toppar över 2 000 meter.
Provinsen har ett utpräglat kontinentalt klimat med långa och mycket kalla vintrar. På sommaren är regn- och hagelskurar med åska vanliga.
Chagang har stora mineralfyndigheter och Nordkorea är självförsörjande på bly, zink, guld, koppar, molybden, volfram, antimon, grafit, apatit, alunit, kalksten, kalciumkarbonat, antracit och järnmalm.

### Städer
- Kanggye-si (강계시; 江界市)
- Huichon-si (희천시; 熙川市)
- Manpo-si (만포시; 滿浦市)

### Landskommuner
- Changgang-gun (장강군; 長江郡)
- Chasŏng-gun (자성군; 慈城郡)
- Chŏnch'ŏn-gun (전천군; 前川郡)
- Ch'osan-gun (초산군; 楚山郡)
- Chunggang-gun (중강군; 中江郡)
- Hwap'yŏng-gun (화평군; 和坪郡)
- Kop'ung-gun (고풍군; 古豐郡)
- Rangrim-gun (랑림군; 狼林郡)
- Ryongrim-gun (룡림군; 龍林郡)
- Shijung-gun (시중군; 時中郡)
- Sŏnggan-gun (성간군; 城干郡 ?)
- Songwŏn-gun (송원군; 松原郡)
- Ushi-gun (우시군; 雩時郡)
- Wiwŏn-gun (위원군; 渭原郡)
- Tongsan-gun (동신군; 東新郡)